# 京職
京職，日本律令制的獨立機構，受太政官管理，負責平安京內左京、右京以內的行政（租稅、商業、道路等民政事務）、司法、警察相關職能的機構，唐名稱為京兆府、馮翊、扶風。長官為相當正五位上的左右京大夫（唐名:京兆尹）。京職從設立之初就和彈正台一般都是很重要的政府機構，但在之後逐漸成為一個虛有的榮譽頭銜。下轄有東西市司。
最初是在九世紀初，功能和實權逐漸被嵯峨天皇所設立的令外官「檢非違使」所取代，而後檢非違使在安土桃山時代（1568年－1603年），被尾張大名織田信長上洛時所設立的京都所司代給取代，再然後在江戶幕府後期京都所司代則被京都守護職所取代。

平安京地圖

## 職權
因為日本的平安京乃是以唐代的洛陽城和長安城為藍本建造，並總合了以前建造平城京的經驗，但未修建城牆。因此採取棋盤式構造，並且採取「條坊制」管理。平安京的北端中央是大內裏（即皇城），自大內裏開始是貫穿京中的朱雀大路。朱雀大路將平安京分為左京、右京（東側稱為左京洛陽、西側稱為右京長安）兩個部分。
其形狀約莫是東西長4.5km、南北長5.2km的長方形城池，京中居住人口並不算很多，極限人數約在十二至十三萬人左右。。

## 構成

### 長官
『大夫』（正五位上）
《養老令·職員令》：「掌左右京戶口名籍。字養百姓糾察所部貢舉。孝義。田宅。雜徭。良賤。訴訟。市廛。度量。倉廩。租調。兵士。器仗。道橋。過所。闌遺雜物。僧尼名籍事。」
左京大夫和右京大夫為京職四等官中的長官，該官職的定員為左右各1名，唐名稱為「京兆尹」，權官稱為「左右京權大夫」。
自室町時代開始，三管領家族之一的細川氏宗家便世襲右京大夫的職位，因此細川本家又被稱為「京兆家」。而四職家中的一色氏的武家官位為左京大夫。隨後到了日本的戰國時代時，公家和朝廷的經濟困頓，因此將朝廷的官位拿來販賣以換取錢財。其中左京大夫這個職位深受地方的戰國大名的歡迎，除了大內氏、武田氏、後北條氏這些強力大名以外，還有許多東北（陸奥出羽地區）的領主如大崎氏、岩城氏、大寶寺氏也往往自稱左京大夫的身分，這導致同一時間出現好幾位左京大夫的現象。而右京大夫的職位則因為細川氏對於京都附近穩定的統治而繼續由本家當主世襲擔任。。

### 次官
『亮』（從五位下）
左京亮和右京亮是京職四等官中的次官，該官職的定員為左右各1名，唐名稱為「京兆少尹」、「馮翊少監」，權官稱為「左右京權亮」。

### 判官
『大進』（從六位下）
左京大進和右京大進是京職四等官中的上級判官，該官職的定員為左右各2名，唐名稱為「京兆司錄」、「馮翊判事」。
『少進』（正七位上）
左京少進和右京少進是京職四等官中的下級判官，該官職的定員為左右各1名，唐名稱為「京兆司錄」、「馮翊判事」。

### 主典
『大属』（正八位下）
左京大属和右京大属是京職四等官中的上級主典，該官職的定員為左右各1名，唐名稱為「京兆錄事」、「馮翊記事」。
『少属』（從八位上）
左京少属和右京少属是京職四等官中的下級主典，該官職的定員為左右各2名，唐名稱為「京兆錄事」、「馮翊記事」。

### 吏員
該官署下轄有：
- 「史生」左右10人（原本左右為各6人，後增加為各10人，另有「權史生」左右各1人）[6][7]
- 「使部」左右各15人（原本左右為各30人，後縮減至各15人）[6][7]
- 「直丁」左右各2人[6][7]
- 「仕丁」左右各2人[6][7]

### 職員
『坊令（條令）』
坊令，該官職定員為左右各12名，負責管理平安京內每個「條」區域，每條下轄3-4個町（一條、二條左右各只有3個町）。平安京總共18條，左右各9條，其中皇宮（大內裏）兩側的一條和二條，這兩條左右京加起來都有5名坊令。
『坊長（町長）』
坊長，該官職定員為左右各35名，負責管理平安京內每個「坊」區域。
『保刀禰』
保刀禰，該官職負責管理平安京內每個「保」區域。